# Тандербёрды: Международные спасатели
«Тандербёрды: Международные спасатели» (англ. «Thunderbirds», от thunderbird — буревестник) — британский анимационный научно-фантастический телесериал 1965—1966 годов, созданный Джерри и Сильвией Андерсон и снятый их продюсерской компанией AP Films (APF) (сезон 1) & Century 21 Productions (сезон 2) для дистрибьютора ITC Entertainment. Один из немногих анимационных сериалов, созданный на основе кукольной анимации, точнее, марионеток с электронными компонентами. Джерри Андерсон называл его самым успешным из всех своих сериалов. Состоит из 32 эпизодов по 50 минут. Впервые транслировался в период с 30 сентября 1965 года по 25 декабря 1966 года. Сериал развивает сюжетную линию предыдущих сериалов Джерри Андерсона: Four Feather Falls, Supercar, Fireball XL5 и Stingray (хотя не связан со следующим его сериалом — Капитан Скарлет и мистероны). Права на трансляцию сериала еще до премьерного показа были проданы в 30 стран, к 1966 году права были проданы уже в 66 стран. Сериал приобрел огромную популярность во всем мире, позднее на его основе были сняты два полнометражных анимационных фильма: «Предвестники бури, вперед!» (англ. Thunderbirds Are GO) и «Предвестники бури 6» (англ. Thunderbird 6). Основной особенностью сериала, как и большинства других кукольных сериалов Джерри Андерсона, явилось использование масштабных моделей сложной техники высокой реалистичности, что, в сочетании со впечатляющими и сложными для своего времени спецэффектами, принесло сериалу большую популярность.
В 2004 году по мотивам сериала был снят полнометражный кинофильм «Предвестники бури», режиссером картины выступил Джонатан Фрейкс.
В 2020 году сериал был перезапущен, 4 января на канале ITV началась трансляция эпизодов третьего сезона, однако третий сезон был создан в технике трехмерной компьютерной анимации вместо кукольной.

## Сюжет
Действие разворачивается в 2060-х годах. Сюжет сериала продолжает тему организации «Международные спасатели» (англ. International Rescue), которая фигурировала во многих предыдущих сериалах Джерри Андерсона. Эта тайная организация, основанная и возглавляемая бывшим американским астронавтом Джеффом Трейси, осуществляет по всему миру сложнейшие спасательные операции, как правило устраняющие последствия технологических катастроф и аварий. В распоряжении организации находится база на уединённом острове и пять высокотехнологичных управляемых аппаратов, пилотируемых сыновьями Джеффа Трейси:
- Тандербёрд 1 — гиперзвуковой ракетоплан быстрого реагирования. Как правило, первым отправляется на место происшествия, осуществляет разведку и оценку обстановки, а затем контролирует ход спасательной операции. Пилотируется Скоттом Трейси.
- Тандербёрд 2 — сверхзвуковой транспортный самолёт, доставляющий на место катастрофы необходимую спасательную технику, но при необходимости и сам участвующий в спасательной операции. Пилотируется Вёрджилом Трейси.
- Тандербёрд 3 — космический корабль многоразового использования (одноступенчатая космическая система). Пилотируется Аланом, Джоном и Скоттом Трейси.
- Тандербёрд 4 — подводный управляемый аппарат. Управляется Гордоном Трейси. Обычно перевозится Тандербёрдом 2.
- Тандербёрд 5 — космическая станция, осуществляющая мониторинг критических ситуаций и принимающая просьбы о спасении со всего мира. Мониторинг попеременно осуществляют Алан и Джон Трейси.

У «Международных спасателей» имеется также агент в Лондоне — высокосветская львица леди Пенелопа (озвучена Сильвией Андерсон).